# Solenopsis subtilis
Solenopsis subtilis é uma espécie de formiga do gênero Solenopsis, pertencente à subfamília Myrmicinae.